# Tabiteuea
Tabiteuea eller Tabiteueaatollen är en ö i Mikronesien som tillhör Kiribati i Stilla havet.

## Geografi
Tabiteuea är en ö bland Gilbertöarna och ligger cirka 550 kilometer sydöst om huvudön Tarawa. 
Ön är den största korallatollen bland Gilbertöarna och har en areal om ca 38,2 km². Atollen omfattar 6 större öar och en rad småöar i en linje och omges av ett korallev. Huvudöarna är Tabiteuea North med ca 26 km² och Tabiteuea South med ca 12 km². Den högsta höjden är på endast några m ö.h.
Befolkningen uppgår till ca 4 700 invånare huvudsakligen fördelade på ca 3 000 på Tabiteuea North och ca 1 300 på Tabiteuea South.
Tabiteuea har två flygplatser Tabiteuea North (flygplatskod "TBF") nära Touma på nordöns södra del och Tabiteuea South (flygplatskod "TSU") nära Nibutoru på sydöns norra del för lokalt flyg.

## Historia
Ön upptäcktes troligen 1826 av amerikanske kapten Charles Wilkes under dennes expedition i Stilla havet åren 1838 till 1842.
1820 namngav estnisk/ryske Adam Johann von Krusenstern öarna Iles Gilbert och Gilbertöarna blev tillsammans med Elliceöarna slutligen ett brittiskt protektorat 1892. I januari 1915 blev området en egen koloni.
1868 anlände amerikanske missionären Hiram Bingham II till ön vilket senare ledde till ett regelrätt religionskrig mellan Tabiteuea North som konverterade till kristendom och Tabiteuea South som bibehöll den traditionella tron.
Under andra världskriget ockuperades området mellan 1941 och 1943 av Japan för att sedan återgå under brittisk överhöghet.
1971 erhöll Gilbertöarna autonomi och blev i juli 1979 en självständig nation med namnet Kiribati.